# Поджо а Каяно
По̀джо а Кая̀но (на италиански: Poggio a Caiano) е град и община в Централна Италия, провинция Прато, регион Тоскана. Разположен е на 45 m надморска височина. Населението на общината е 10 048 души (към 2018 г.).
С площ 6 km², това е една от най-малките общини в Италия.